# Стенжиця-Кольонія
Стенжиця-Кольонія (пол. Stężyca-Kolonia) — село в Польщі, у гміні Красностав Красноставського повіту Люблінського воєводства. Населення — 270 осіб (2011).

## Історія
У 1975—1998 роках село належало до Холмського воєводства.

## Демографія
Демографічна структура станом на 31 березня 2011 року:
|          | Загалом | Допрацездатний вік | Працездатний вік | Постпрацездатний вік |
| -------- | ------- | ------------------ | ---------------- | -------------------- |
| Чоловіки | 137     | 25                 | 98               | 14                   |
| Жінки    | 133     | 25                 | 71               | 37                   |
| Разом    | 270     | 50                 | 169              | 51                   |